# Beverly Stura-Cura
Beverly Corinna Stura-Cura (* Januar 1999 in Wickede (Ruhr)) ist eine deutsche Drehbuchautorin.

## Leben
Beverly Stura-Cura hat sich vor ihrem Studium mit dem Thema Literatur befasst und als Schauspielerin und Autorin am Theater mitgewirkt. Sie veröffentlichte unter dem Namen Valkyrie hörspielähnliche Lesungen auf YouTube. 2016 legte sie das Abitur am Walburgisgymnasium Menden ab. Im selben Jahr gewann sie zusammen mit Richard Zimmermann, Bärbel Born und Rasmus Tumert den dritten Preis beim NRW Creators Lab der Film- und Medienstiftung NRW für die YouTube-Serie Gravity . Sie studierte zunächst English Studies und Philosophie an der Universität Bonn, bis sie 2017 ihr Studium an der internationalen Filmschule Köln mit dem Fachschwerpunkt Drehbuch begann.
Ihr Drehbuch zu Curiosity killed the Cat wurde verfilmt und am 26. Januar 2019 auf ONE ausgestrahlt. Im gleichen Jahr schaffte sie es mit ihrem Kurzfilm Drehbuch ALPHA auf die Shortlist des Deutschen Nachwuchs Drehbuch Preises.

## Filmografie
- 2017: Vom Lügen und Betrügen (Drehbuch)[7]
- 2019: Curiosity killed the Cat (Drehbuch)[5]

## Auszeichnungen
- 2016: Dritter Platz beim NRW Creators Lab der Film- und Medienstiftung NRW für die Serie Gravity (zusammen mit Richard Zimmermann, Bärbel Born und Rasmus Tumert)[4]
- 2019: Shortlist des Deutschen Nachwuchs Drehbuch Preises für ALPHA (Drehbuch)[6]